# Hrvatska republička liga
La Hrvatska republička nogometna liga (in lingua italiana: lega calcistica repubblicana di Croazia) è stata una competizione per squadre di calcio della Repubblica Socialista di Croazia, ed era una delle 8 leghe repubblicane che costituivano la terza divisione del campionato jugoslavo.
La vincitrice della Hrvatska Republička liga veniva promossa in seconda divisione, la 2. Savezna liga, mentre le ultime classificate retrocedevano nelle Zonske lige (quarta divisione, costituita solitamente da 4 gironi: Istria–Quarnero, Dalmazia, Zagabria e Slavonia.
Le Republičke lige (un girone unico per ogni repubblica della Jugoslavia) sono state sospese fra il 1955 ed il 1973: in quei 18 anni la terza divisione era composta dai campionati di zona (le Zonske lige). In alcune occasioni la Lega Croata è stata divisa in 2 o 4 gironi le cui vincitrici si sfidavano per il posto-promozione.
Con la costituzione della 3. Savezna liga a livello inter-repubblicano nel 1988, vi è stata la soppressione delle Republičke lige, mentre le Zonske lige sono rimaste il quarto livello del campionato jugoslavo.

## Albo d'oro
Nella prima stagione (1946) le Republičke lige costituivano il primo livello del calcio jugoslavo e fungevano da qualificazione per la Prva Liga 1946-1947.
Nel 1946-47 e nel 1952 costituivano il secondo livello; nel 1950 il quarto.

Nel 1988 il NK Zagabria, pur vincitore del girone unico, non è stato promosso perché ha perso gli spareggi con le vincitrici delle altre Republičke lige.
In grassetto le squadre che sono state promosse nella categoria superiore (e che hanno vinto gli spareggi in caso di più gironi).
| Stagione | Stagione                                    | Vincitore                                   | Squadre della Croazia nei campionati federali: (I) 1. liga – (II) 2. liga – (III) 3. liga     |
| --- | ------------------------------------------- | ------------------------------------------- | --------------------------------------------------------------------------------------------- |
| 1946 | 1946                                        | Hajduk Spalato                              |                                                                                               |
| 1946–47 | 1946–47                                     | Metalac Zagabria                            | Dinamo, Hajduk, Lokomotiva, Kvarner (I)                                                       |
| 1947–48 | 1947–48                                     | Proleter Osijek                             | Dinamo, Hajduk, Lokomotiva (I), Metalac, Mornar, Tekstilac, Kvarner (II)                      |
| 1948–49 | 1948–49                                     | Borac Zagabria                              | Hajduk, Dinamo, Lokomotiva (I), Mornar, Metalac, Proleter (II)                                |
| 1950 | 1950                                        | Tekstilac Varaždin                          | Hajduk, Dinamo, Lokomotiva (I), Borac, Proleter, Kvarner, Metalac (II), Zagreb, Šibenik (III) |
| 1951 | Nord                                        | Naprijed Sisak                              | Dinamo, Hajduk, Lokomotiva, Borac (I), Metalac, Proleter, Kvarner, Zagreb, Tekstilac (II)     |
| 1951 | Sud                                         | Sebenico                                    | Dinamo, Hajduk, Lokomotiva, Borac (I), Metalac, Proleter, Kvarner, Zagreb, Tekstilac (II)     |
| 1952 | 1952                                        | Proleter Osijek                             | Hajduk, Lokomotiva, Dinamo, Zagreb (I)                                                        |
| Nel 1952-53, 1953-54 e 1954-55 le squadre croate e slovene erano nello stesso girone, quindi si trattava di una Međurepublička liga (lega inter-repubblicana) |                                             |                                             |                                                                                               |
| 1955–1973 | non disputata, sostituita dalle Zonske lige | non disputata, sostituita dalle Zonske lige | non disputata, sostituita dalle Zonske lige                                                   |
| 1973–74 | 1973–74                                     | Varteks Varaždin                            | Hajduk, Dinamo, Zagreb (I), Rijeka, Osijek, Šibenik, Karlovac, D. Vinkovci (II)               |
| 1974–75 | 1974–75                                     | Dinamo Vinkovci                             | Hajduk, Dinamo, Rijeka (I), Zagreb, Varteks, Karlovac, Osijek, Šibenik (II)                   |
| 1975–76 | Nord                                        | Metalac Sisak                               | Hajduk, Dinamo, Rijeka (I), Zagreb, Osijek, Varteks, D. Vinkovci, Karlovac (II)               |
| 1975–76 | Sud                                         | Sebenico                                    | Hajduk, Dinamo, Rijeka (I), Zagreb, Osijek, Varteks, D. Vinkovci, Karlovac (II)               |
| 1976–77 | Nord                                        | BSK Slavonski Brod                          | Dinamo, Rijeka, Hajduk, Zagreb (I), Osijek, D. Vinkovci, Varteks, Metalac, Karlovac (II)      |
| 1976–77 | Sud                                         | Zara                                        | Dinamo, Rijeka, Hajduk, Zagreb (I), Osijek, D. Vinkovci, Varteks, Metalac, Karlovac (II)      |
| 1977–78 | Nord                                        | Segesta                                     | Hajduk, Dinamo, Rijeka, Osijek, Zagreb (I), D. Vinkovci, BSK, Varteks (II)                    |
| 1977–78 | Sud                                         | Solin                                       | Hajduk, Dinamo, Rijeka, Osijek, Zagreb (I), D. Vinkovci, BSK, Varteks (II)                    |
| 1978–79 | Nord                                        | BSK Slavonski Brod                          | Hajduk, Dinamo, Rijeka, Osijek, Zagreb (I), D. Vinkovci, Segesta (II)                         |
| 1978–79 | Sud                                         | Istria                                      | Hajduk, Dinamo, Rijeka, Osijek, Zagreb (I), D. Vinkovci, Segesta (II)                         |
| 1979–80 | 1979–80                                     | GOŠK Jug                                    | Hajduk, Rijeka, Dinamo, Osijek (I), Zagreb, D. Vinkovci, Istra (II)                           |
| 1980–81 | 1980–81                                     | Solin                                       | Hajduk, Dinamo, Rijeka, Zagreb (I), Osijek, D. Vinkovci, GOŠK-Jug (II)                        |
| 1981–82 | 1981–82                                     | Varteks Varaždin                            | Dinamo, Hajduk, Rijeka, Osijek, Zagreb (I), D. Vinkovci, GOŠK-Jug, Solin (II)                 |
| 1982–83 | 1982–83                                     | Sebenico                                    | Hajduk, Dinamo, D. Vinkovci, Rijeka, Osijek (I), GOŠK-Jug, Varteks, Zagreb, Solin (II)        |
| 1983–84 | Nord                                        | MTČ-Sloga Čakovec                           | Rijeka, Hajduk, Osijek, D. Vinkovci, Dinamo (I), Šibenik, GOŠK-Jug, Varteks, Zagreb (II)      |
| 1983–84 | Sud                                         | RNK Spalato                                 | Rijeka, Hajduk, Osijek, D. Vinkovci, Dinamo (I), Šibenik, GOŠK-Jug, Varteks, Zagreb (II)      |
| 1983–84 | Est                                         | Šparta Beli Manastir                        | Rijeka, Hajduk, Osijek, D. Vinkovci, Dinamo (I), Šibenik, GOŠK-Jug, Varteks, Zagreb (II)      |
| 1983–84 | Ovest                                       | Orijent                                     | Rijeka, Hajduk, Osijek, D. Vinkovci, Dinamo (I), Šibenik, GOŠK-Jug, Varteks, Zagreb (II)      |
| 1984–85 | Nord                                        | NK Zagabria                                 | Hajduk, Dinamo, Rijeka, Osijek, D. Vinkovci (I), Šibenik, Split, GOŠK-Jug (II)                |
| 1984–85 | Sud                                         | Zara                                        | Hajduk, Dinamo, Rijeka, Osijek, D. Vinkovci (I), Šibenik, Split, GOŠK-Jug (II)                |
| 1984–85 | Est                                         | Belišće                                     | Hajduk, Dinamo, Rijeka, Osijek, D. Vinkovci (I), Šibenik, Split, GOŠK-Jug (II)                |
| 1984–85 | Ovest                                       | Orijent                                     | Hajduk, Dinamo, Rijeka, Osijek, D. Vinkovci (I), Šibenik, Split, GOŠK-Jug (II)                |
| 1985–86 | Nord                                        | NK Zagabria                                 | Hajduk, Rijeka, Dinamo, Osijek, D. Vinkovci (I), Šibenik, GOŠK-Jug, Split, Zadar (II)         |
| 1985–86 | Sud                                         | Zmaj Makarska                               | Hajduk, Rijeka, Dinamo, Osijek, D. Vinkovci (I), Šibenik, GOŠK-Jug, Split, Zadar (II)         |
| 1985–86 | Est                                         | BSK Slavonski Brod                          | Hajduk, Rijeka, Dinamo, Osijek, D. Vinkovci (I), Šibenik, GOŠK-Jug, Split, Zadar (II)         |
| 1985–86 | Ovest                                       | Orijent                                     | Hajduk, Rijeka, Dinamo, Osijek, D. Vinkovci (I), Šibenik, GOŠK-Jug, Split, Zadar (II)         |
| 1986–87 | Nord                                        | NK Zagabria                                 | Rijeka, Dinamo, Hajduk, Osijek, D. Vinkovci (I), GOŠK-Jug, Mladost P, Šibenik, Split (II)     |
| 1986–87 | Sud                                         | Neretva Metković                            | Rijeka, Dinamo, Hajduk, Osijek, D. Vinkovci (I), GOŠK-Jug, Mladost P, Šibenik, Split (II)     |
| 1986–87 | Est                                         | Šparta Beli Manastir                        | Rijeka, Dinamo, Hajduk, Osijek, D. Vinkovci (I), GOŠK-Jug, Mladost P, Šibenik, Split (II)     |
| 1986–87 | Ovest                                       | Istria                                      | Rijeka, Dinamo, Hajduk, Osijek, D. Vinkovci (I), GOŠK-Jug, Mladost P, Šibenik, Split (II)     |
| 1987–88 | 1987–88                                     | NK Zagabria                                 | Dinamo, Rijeka, Osijek, Hajduk (I), GOŠK-Jug, D. Vinkovci, Šibenik, Šparta, Mladost P (II)    |

## Altre competizioni

### Titolo dilettanti
Fra il 1968 ed il 1973, quando la 2. Savezna liga era articolata su 4 gironi, la Hrvatska republička liga non è stata disputata. Al suo posto le squadre croate di terza divisione giocavano in Zonske lige e le vincitrici di ogni girone si contendevano il titolo dilettantistico della Repubblica Socialista di Croazia. La vincitrice finale veniva anche promossa in 2. liga.
| Stagione | Campione       |
| -------- | -------------- |
| 1968–69  | Metalac Osijek |
| 1969–70  | Rovigno        |
| 1970–71  | Junak Sinj     |
| 1971–72  | Segesta        |
| 1972–73  | Rovigno        |

### Zonske lige 1988-1991
Con la creazione della 3. Savezna liga, la Zonska liga croata (quarto livello) ha preso il format a 4 gironi, tipico alcuni anni prima della Hrvatska republička liga.
| Stagione | Girone Nord      | Girone Sud | Girone Est         | Girone Ovest |
| -------- | ---------------- | ---------- | ------------------ | ------------ |
| 1988–89  | Trešnjevka       | Junak Sinj | Olimpija Osijek    | Istria       |
| 1989–90  | Trešnjevka       | Solin      | Metalac Osijek     | Pazinka      |
| 1990–91  | Špansko Zagabria | Solin      | Croatia Bogdanovci | Pazinka      |